# Haverland (Rühstädt)
Haverland ist ein ehemaliges Dorf und heute eine Siedlung im Gemeindeteil Abbendorf von Rühstädt im Landkreis Prignitz in Brandenburg.

## Geographie
Der Ort liegt östlich im Anschluss des Ortskerns von Abbendorf und vier Kilometer südöstlich von Rühstädt sowie sechs Kilometer südsüdwestlich von Bad Wilsnack. Die Nachbarorte sind Ziegelei im Norden, Legde im Nordosten, Lennewitz im Osten, Quitzöbel im Südosten, Wendemark im Süden, Neukirchen (Altmark) im Südwesten, Abbendorf im Westen sowie Gnevsdorf im Nordwesten.